# Берега (фильм, 1977)
«Берега»  — советский семисерийный художественный телефильм, снятый по заказу Государственного Комитета Совета Министров СССР по телевидению и радиовещанию Вторым творческим объединением на киностудии «Грузия-фильм» в 1977—1978 годах, драма. По роману Чабуа Амирэджиби «Дата Туташхиа». Выходил также под названием «Дата Туташхиа» (груз. დათა თუთაშხია).

## Сюжет
Эпическая драма о жизни народного мстителя, абрека Дата Туташхиа. События фильма разворачиваются в дореволюционное время в Грузии (примерно 1900—1910 годы). Дата Туташхиа, простой крестьянин, приютив беглого русского революционера, входит в конфликт с властями и с самой обыденной жизнью и становится разбойником. Он нападает и грабит богатых людей и защищает бедных. В противоположность — его двоюродный брат полковник Мушни Зарандиа (Тенгиз Арчвадзе) делает блестящую карьеру как чиновник и полицейский. Шеф Мушни, генерал жандармерии граф Сегеди ценит его, но не доверяет по-настоящему, подозревая, что родственная связь мешает подчиненному исполнять долг. Противостояние братьев проходит основной сюжетной нитью через всю картину. Близкие отношения долгие годы связывают Дата Туташхиа и Бечуни Пертиа, с которой он вынужден встречаться тайно. Разные люди и силы пытаются склонить Дата на свою сторону, вовлечь в политику, но он отчаянно пытается сохранить независимость в этом суровом мире.

## В ролях
- Отар Мегвинетухуцеси — Дата Туташхиа
- Георгий Харабадзе — Каза Чхетиа
- Отар Зауташвили — заключённый
- Бухути Закариадзе — Дуру
- Сесиль Такаишвили — Асинета
- Давид Абашидзе — Сетури
- Леван Пилпани — Бодго Квалтава
- Ипполит Хвичиа — Кажа Булава
- Лия Элиава — Тико Орбелиани
- Софико Чиаурели — Нано Тавкелишвили
- Отар Коберидзе — Сехниев
- Гиви Берикашвили — Коста Дастуридзе
- Нодар Мгалоблишвили — Чола Саганелидзе (6-я серия)
- Тенгиз Арчвадзе — Мушни Зарандиа
- Зураб Капианидзе — Бекар Джейранашвили
- Юри Ярвет — граф Сегеди
- Акакий Васадзе — Мордохай
- Гурам Пирцхалава — Ража Сарчимелиа
- Имеда Кахиани — Гоги Цуладзе
- Ефим Байковский — наместник
- Карло Саканделидзе — Никандро Килиа
- Руслан Микаберидзе — жандарм Швангирадзе
- Василий Чхаидзе — Табагари
- Георгий Гегечкори — Сандро Каридзе
- Владимир Гуляев — Комодов
- Георгий Данелия — агент жандармерии
- Кетеван Кикнадзе — Бечуни Пертиа
- Гурам Сагарадзе — Ираклий Хурцидзе, адвокат, князь (4-я серия)
- Георгий Сагарадзе — Магали Зарандиа, отец Косты и Мушни (1-я, 5-я и 6-я серии)

### Озвучивание
- Всеволод Абдулов — Дата Туташхиа
- Юрий Чекулаев — Мушни Зарандия
- Владимир Дружников — Чола Саганелидзе
- Мария Виноградова — Нано Тавкелишвили; Бечуни Пертиа
- Олег Мокшанцев — полковник Сехниев
- Юрий Саранцев — Кажа Булава; Дигва; Коста Дастуридзе

## Съёмочная группа
- Режиссёры: Гизо Габескирия, Гига Лордкипанидзе
- Монтажёр: Василий Доленко
- Сценарист: Чабуа Амирэджиби
- Оператор: Леван Намгалашвили
- Композиторы: Джансуг Кахидзе, Бидзина Квернадзе
- Художник: Кахи Хуцишвили